# Lauri Ingman

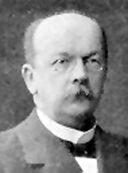

Lauri Johannes Ingman (Teva, 30 juni 1868 - Turku, 25 november 1934) was een Fins geestelijke en politicus.
Ingman was een geestelijke van de Evangelisch-Lutherse Kerk van Finland. Van 1916 tot 1930 was hij hoogleraar praktische theologie aan de Universiteit van Helsinki. In 1930 volgde hij Gustaf Johansson Aartsbisschop van Turku (1930-1934). Hij was een expert op het gebied van kerkrecht en hij zette zich in voor catechismusonderricht op scholen.
Ingman was ook politicus. Hij was lid van de Jong-Finse Partij, later de Nationale Coalitie Partij. In 1918 was hij voorzitter van de Eduskunta (parlement). Hij was meerdere malen minister en hij was tweemaal premier. De eerste keer was hij premier van 26 november 1918 tot 17 april 1919. Van 31 mei 1924 tot 31 maart 1925 was hij voor de tweede maal premier. Zijn eerste kabinet was een coalitie van de Nationale Coalitie Partij, de Nationale Progressieve Partij en de Zweedse Volkspartij. Zijn tweede kabinet was een coalitie van de Nationale Coalitie Partij, de Nationale Progressieve Partij, de Zweedse Volkspartij en de Finse Agrarische Partij.